# Emasculação

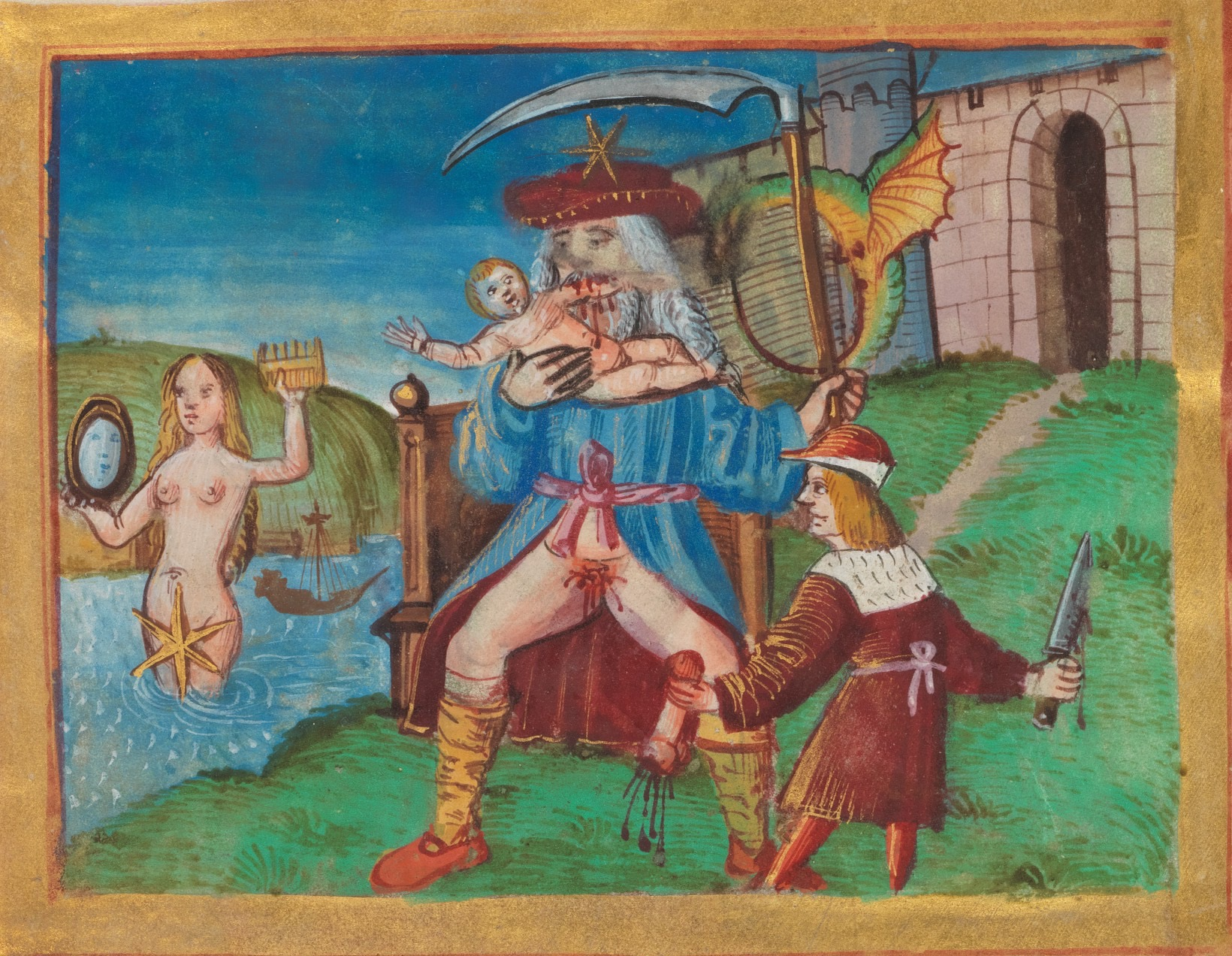
Uma pintura de Zeus emasculando Cronos, c. 1501

Emasculação é o ato de extirpação da genitália externa masculina: pênis e escroto com seu conteúdo (testículos). O ser humano ou o animal perde a capacidade de cópula e de reprodução.
A emasculação humana foi largamente empregada na antiguidade no processo para criação de eunucos, onde após uma guerra, determinados prisioneiros sofriam este tipo de mutilação.
Atualmente, tal procedimento bélico é considerado crime de guerra pela Convenção de Genebra.
A emasculação é a remoção do pênis e do escroto (incluindo os testículos), os órgãos sexuais masculinos externos. É diferente da castração, que consiste na remoção apenas dos testículos, embora os termos às vezes sejam usados de forma intercambiável.

## Método
Existem vários métodos diferentes de emasculação. Tanto o pênis quanto os testículos podem ser removidos simultaneamente com um instrumento pontiagudo, como uma faca, navalha ou espada. Pinças vasculares não esmagadoras também podem ser usadas em cirurgia médica para interromper a circulação sanguínea e reduzir o sangramento.
Alternativamente, o pênis e os testículos podem ser removidos em diferentes estágios de tempo. Os cirurgiões médicos usam esse método ao realizar cirurgias em mulheres trans que desejam que seus órgãos genitais sejam removidos em múltiplas cirurgias de redesignação sexual (de homem para mulher), em vez de em uma única sessão.

## Consequências médicas
As consequências a curto prazo da emasculação incluem hemorragia e infecção. Historicamente, a morte também era uma complicação potencial, embora a prevalência seja contestada.
As complicações a longo prazo incluem incontinência, estenose uretral, retenção urinária, infecção do trato urinário, extravasamento de urina e cálculos na bexiga. Alguns estudos descobriram que a emasculação pode causar uma série de alterações fisiológicas, como tronco encurtado, estômago e quadris alargados, aumento de altura, pernas arqueadas e crânio alongado. Além disso, os emasculados normalmente têm menos ou nenhum pêlo facial e corporal, aumento do tecido adiposo ou ginecomastia e um padrão de distribuição de gordura feminina. Os efeitos fisiológicos da emasculação são mais graves para as pessoas que se submetem ao procedimento antes do início da puberdade.

## Outros significados
Por extensão, a palavra emasculação também passou a significar tornar um homem menos masculino, inclusive por meio da humilhação. Também pode significar privar qualquer coisa de vigor ou eficácia.
Na horticultura, a remoção de partes masculinas (pólen) de uma planta, em grande parte para polinização controlada e fins de reprodução, também é chamada de emasculação.